# 岐阜県立大垣看護専門学校
岐阜県立大垣看護専門学校（ぎふけんりつかんごせんもんがっこう）とは、かつて存在していた岐阜県が運営する県立の専修学校。2006年（平成18年）3月31日に閉校し、同年から大垣市医師会看護専門学校となった。

## 概要
1979年（昭和54年）に開校した。2006年に県は校舎や敷地を大垣市医師会に無償貸与し、同医師会が運営する大垣市医師会看護専門学校となった。西濃地域の看護師養成を図るため、施設や設備だけでなく、在校生もそのまま引き継がれた。

## 構成学科
- 看護科（2年課程）・・・定時制であり、修業年は3年

## 所在地
- 岐阜県大垣市緑園129

## 略歴
- 1979年（昭和54年）：岐阜県立大垣高等看護学院として開校。
- 1981年（昭和56年）：岐阜県立大垣看護専門学校に改称。
- 2006年（平成18年）3月31日：閉校。